# إقليم لا ليبرتاد
إقليم لا ليبرتاد (بالإنجليزية: La Libertad Region)‏ هو أحد أقاليم بيرو، يتبع بيرو، بلغ عدد سكانه 1859640  نسمة، عاصمته تروخيلو، بيرو.

## الموقع
يشترك في الحدود مع:
- إقليم لمباييكه
- إقليم سان مارتين
- إقليم هانوكو
- إقليم أمازوناس
- إقليم كاخاماركا
- إقليم أنكاش.